# Snyd
|  | Sammenskrivningsforslag Artiklen Snyd er foreslået føjet ind i Tænkeboks (terningspil). (Siden september 2016) Diskutér forslaget |

Snyd er et terningspil som ofte spilles som et drukspil. Det er baseret på et meget gammelt spansk spil og kendes også på engelsk som Liar's dice, selvom reglerne varierer lidt fra den danske udgave. Det går også under navne som 'Løgn', 'Rafle tænkeboks' og 'Tænkeboks'.

## Regler
Hver spiller starter med et terningkrus og fire terninger.
I hver runde slår alle spillere med terningerne, men sørger for at holde resultatet hemmeligt. Spillerne byder nu på omgang om, hvor mange terninger, der er af forskellige slags. Det gælder om at byde højest og stadig have ret. Når der bydes, tæller antal højest, således at tre treere er højere end to seksere, slags vinder dog stadig i antal, således at tre seksere slår tre treere.
Ettere tæller som jokere, medmindre man melder slags så er ettere ettere end til der bliver sat øjne på igen, og der efter er ettere joker igen. og tælles med på hvert bud. Derudover tæller en trappe, der omfatter samtlige terninger i et kast, såsom 1-2-3 i kast med tre terninger, også som en joker, og tæller én højere end højeste terning, i dette tilfælde fire (Trappen skal starte fra 1, og må altså ikke være fx 2,3,4,5). I normalt spil vil ettere tælle som den mest værdifulde værdi når der gættes, hvilket vil sige et bud på fx tre ettere vil tælle højere end tre seksere. Der kan i nogen udgaver af spillet bydes på jokere som 'prik', denne melding slår seksere, men kan slås af højere antal.
Vil man være på den sikre side, kan man vælge at sige "af en slags". Hvis den forrige person eksempelvis har sagt tre seksere, kan man sige fire af en slags. Fire af en slags er dermed det laveste af fire ens man kan have, også lavere end eksempelvis fire toere.
Der er ingen direkte vinder i spillet, men taberen er den sidste, der har mindst én terning tilbage. Når spillet er ovre, er taberen i Viborg. Der spilles nu en ny runde, hvor den næste taber også ryger i Viborg. De to tabere spiller nu mod hinanden om at give en omgang. Hvis den første spiller i Viborg også taber anden halvleg, kaldes det en selvbinder.
Disse opsatte regler skal ikke tages for at være universelle, da de kan variere fra bodega til bodega, og hér endda fra bord til bord.